# 293
El año 293 (CCXCIII) fue un año común comenzado en domingo del calendario juliano, en vigor en aquella fecha.
En el Imperio romano el año fue nombrado como el del consulado de Valerio y Valerio o, menos comúnmente, como el 1046 Ab urbe condita, siendo su denominación como 293 posterior, de la Edad Media, al establecerse el Anno Domini.

## Acontecimientos

### Por lugar

#### Imperio romano
- 1 de marzo - Diocleciano y Maximiano nombran a Constantino Cloro y Galerio césares. Es el comienzo de la tetrarquía. Esta reforma, aunada a otras de tipo administrativo, permite la recuperación territorial y el mantenimiento de las fronteras ante el asedio de los bárbaros.[1]
- Constancio Cloro se casa con Flavia Maximiana Teodora, hijastra de Maximiano.
- Constancio Cloro restaura el limes del Rin después de derrotar a los francos. Los francos siguen viviendo en el norte, debido a que la población romana ha huido.
- Constancio Cloro recupera el norte de la Galia del usurpador Carausio, quien conserva el control de Britania
- Alecto asesina a Carausio y usurpa el poder en Britania.

#### Asia
- El sah sasánida Bahram III sucede a Bahram II.
- El sah sasánida Narsés sucede a Bahram III.
- Tuoba Fu sucede a Tuoba Chuo como jefe del clan chino Tuoba.

### Por tema

#### Religión
- Probo sucede a Rufino como Patriarca de Constantinopla.

## Nacimientos
- Flavia Máxima Fausta, hija del emperador Maximiano y mujer del también emperador Constantino I el Grande.

## Fallecimientos
- Carausio